# Mecyclothorax occultus
Mecyclothorax occultus är en skalbaggsart som beskrevs av Sharp 1903. Mecyclothorax occultus ingår i släktet Mecyclothorax och familjen jordlöpare. Inga underarter finns listade i Catalogue of Life.